# خاساکنت
خاساکنت (به لاتین: Khasakent) یک منطقهٔ مسکونی در روسیه است که در شهرستان لواشینسکی واقع شده‌است.